# Fédération des syndicats pharmaceutiques de France
La Fédération des syndicats pharmaceutiques de France (ou FSPF) est une union de syndicats professionnels française majoritaire et représentative des pharmacies d'officine et de leurs titulaires et un lobby français. Elle est signataire de la convention nationale régissant les rapports des pharmaciens d’officine avec l’Assurance maladie.

## Historique
La FSPF s’est d'abord appelée à sa création en 1878 l’Association générale des pharmaciens de France. Les statuts initiaux de l'association fixaient comme principale mission l'entraide entre sociétaires, la protection contre les professions étrangères et la défense des intérêts de la profession. 
Puis elle a pris le nom d'Association générale des syndicats pharmaceutiques au début du XXe siècle. En 1939, l'association réunissait 87 syndicats, mais 15 syndicats, dont le plus gros, n'en faisaient pas partie. Elle fut à l'origine de la création de l'Ordre national des pharmaciens en 1945.

## Activités
La FSPF est membre de l’Union nationale des professions libérales (UNAPL) ainsi que de l’Union des entreprises de proximité (U2P). Elle est également représentée au sein de l’Union nationale des professionnels de santé (UNPS).
La Fédération est constituée de syndicats départementaux dont les présidents se réunissent au moins deux fois par an en Assemblée générale. Elle est présidée depuis 2019 par Philippe Besset.

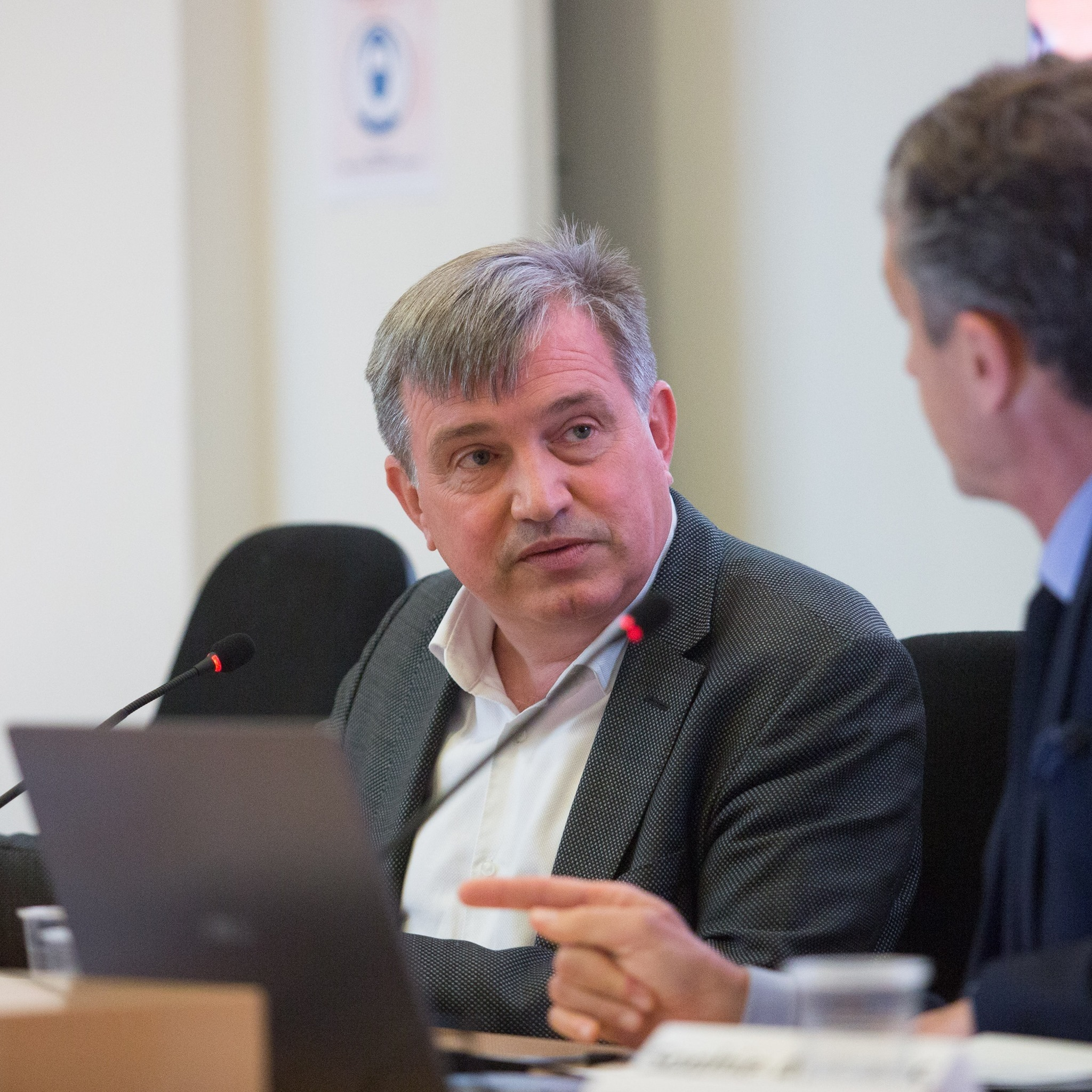
Philippe Besset, président de la FSPF

La FSPF s'est notamment prononcée en faveur de la relocalisation de la production de médicaments en France, de l'extension des compétences des professions paramédicales pour lutter contre les déserts médicaux ou de l'aide active à mourir. 
La FSPF porte le lobbying des pharmaciens en France,, et est inscrite comme représentant d'intérêt depuis 2017 auprès de la Haute autorité pour la transparence de la vie publique. Elle déclare en 2023 des dépenses de lobbying d'un montant compris entre 25 000 et 50 000 euros.